# لاري فيسيندن
لاري فيسيندن (بالإنجليزية: Larry Fessenden)‏ هو كاتب ومنتج أفلام وكاتب سيناريو ومخرج وممثل أمريكي، ولد في 23 مارس 1963 بنيويورك في الولايات المتحدة.

## أعمال

### أفلام
- (1999) إظهار الموتى[4]
- (2001) وينديجو
- (2005) أزهار مكسورة[5]
- (2009)  حمى الربيع

## وصلات خارجية
- لاري فيسيندن على موقع IMDb (الإنجليزية)
- لاري فيسيندن على موقع ألو سيني (الفرنسية)
- لاري فيسيندن على موقع ميوزك برينز (الإنجليزية)
- لاري فيسيندن على موقع أول موفي (الإنجليزية)
- لاري فيسيندن على موقع قاعدة بيانات الأفلام السويدية (السويدية)
- لاري فيسيندن على موقع ديسكوغز (الإنجليزية)
- لاري فيسيندن على موقع قاعدة بيانات الفيلم (الإنجليزية)
- لاري فيسيندن على موقع كينوبويسك (الروسية)